# Aparat Vicata

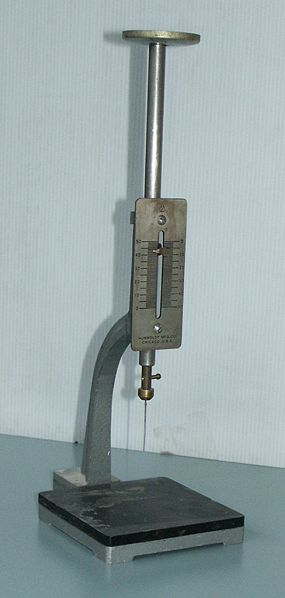
Aparat Vicata

Aparat Vicata – urządzenie służące do oznaczania czasu wiązania spoiw oraz temperatur mięknienia materiałów, wynalezione przez Louisa Vicata. Składa się z ruchomego trzonka z obciążeniem swobodnie poruszającego się w pionie i zamocowanej na jego końcu igły, która podczas badania zagłębia się w zaczynie. Aparat Vicata stosuje się do cementów powszechnego użytku, gipsów oraz innych cementów i materiałów, dla których w normach przywołuje się niniejszą metodę, nie nadaje się natomiast do oznaczania czasów wiązań spoiw o bardzo krótkim czasie początku wiązania.

## Budowa układu pomiarowego
Do badania konsystencji normowej używa się:
- aparatu Vicata z bolcem z nierdzewnego metalu o średnicy 10,00 ± 0,05 mm, długości roboczej 50 ± 1 mm, masie części ruchomych 300 ± 1 g
- igły o powierzchni ostrza 1,00 ± 0,05 mm2
- stożkowatego pierścienia Vicata (wykonanego z ebonitu, metalu lub tworzywa sztucznego) o wysokości 40,0 ± 0,2 mm, średnicy wewnętrznej górnej 70 ± 5 mm, średnicy wewnętrznej dolnej 80 ± 5 mm
- płytki szklanej o grubości minimum 2,5 mm i wymiarach minimum 100 × 100 mm[2].

## Procedura oznaczania czasu wiązania

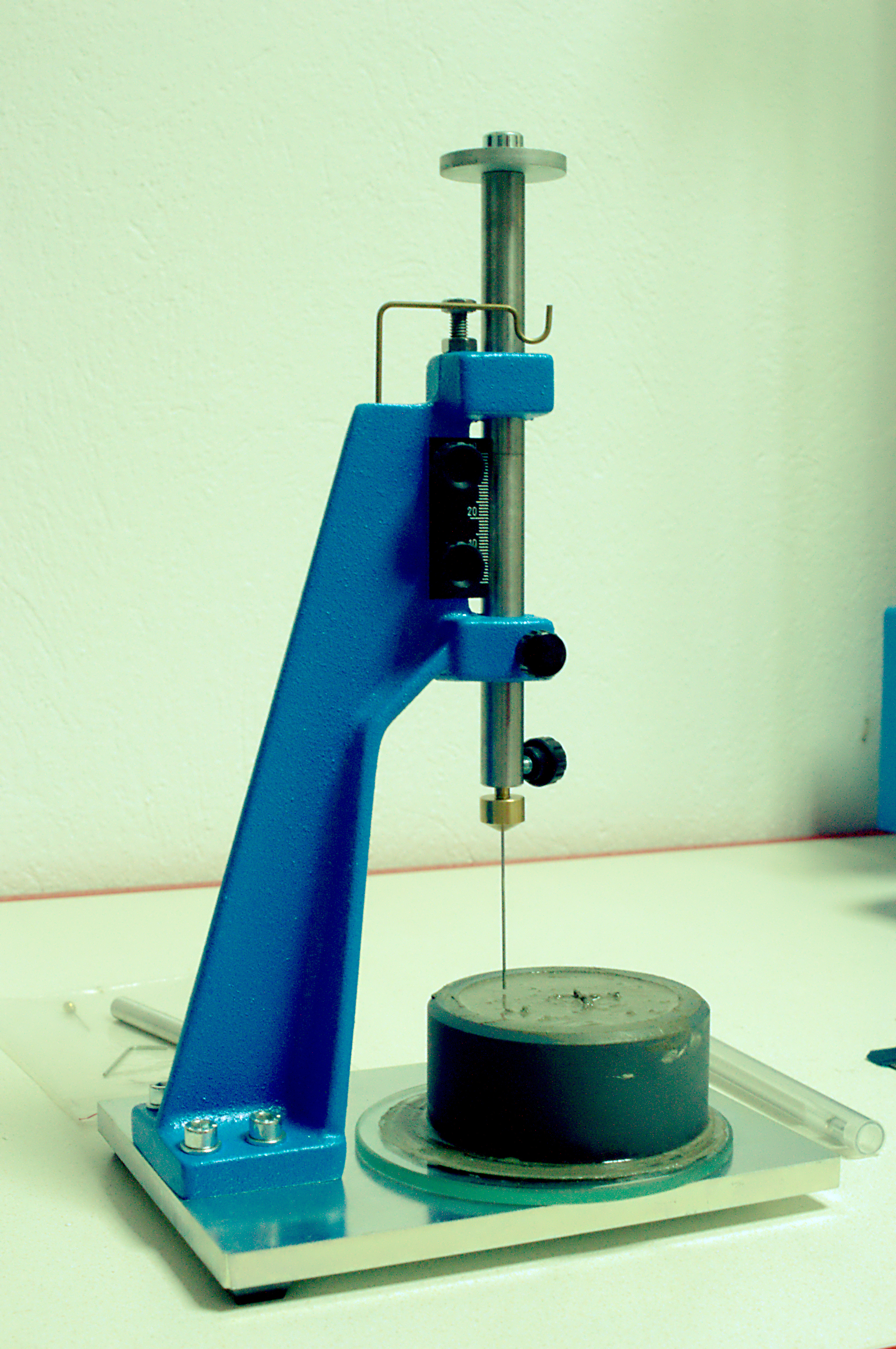
Oznaczanie czasu wiązania

Zaczyn umieszcza się w pierścieniu ustawionym na płytce szklanej. Pierścieniem wstrząsa się kilkakrotnie w celu usunięcia pęcherzyków powietrza. Nadmiar zaczynu wystający powyżej pierścienia należy usunąć. W odstępach czasu nie mniejszych niż 30 s do powierzchni zaczynu przykłada się igłę i puszcza ją tak, aby mogła swobodnie zagłębiać się w różnych miejscach. Po każdej próbie igłę należy oczyścić. Za początek wiązania przyjmuje się chwilę, gdy igła zatrzymała się w odległości 2–4 mm nad powierzchnią szklanej płytki, a za koniec wiązania moment, w którym igła nie była w stanie zagłębić się w zaczynie na więcej niż 1 mm.